# Испанско водно куче
Испанското водно куче ( на испански: perro de agua español ) e порода, която се използва в Испания като овчарско куче с общо предназначение и пазач. Понякога се използва и като птичар, понеже е опитна в извличането от водата.

## Описание

### Външен вид
Породата е средно голямо, атлетично, здраво куче, което е малко по-дълго, отколкото високо. Приблизително половината се раждат с естествени наклонени (къси) опашки. Кучетата с дълги опашки обикновено се купират в САЩ, но несвързаните опашки не са грешка в конформацията, ако кучето е отгледано в страна, в която е забранено купирането.
Главата трябва да е силна и да се носи елегантно. Черепът е плосък и горната му част е успоредна на горната част на муцуната, с  добре изразен преход от муцуната към челото. Носът, ръбовете на очите и възглавничките на лапите са в същия цвят като най-тъмната част на козината или по-тъмни. Очите са изразителни и доста широко раздалечени. Те трябва да са лешникови, кестеняви или тъмнокафяви на цвят, в зависимост от цвета на козината. Ушите са на средновисока позиция спрямо черепа и са триъгълни.

#### Козина и цвят
Има отличителна къдрава козина, която е вълнеста по текстура и може да образува нишки, когато е дълга. Козината не трябва да се подстригва или поддържа за естетически цели. Вместо това трябва да изглежда напълно естествено, сякаш изобщо не е поддържана. Никога не трябва да се подрязва, а да се подстригва поне веднъж годишно. Кученцата винаги се раждат с къдрава козина. С възрастта козината започва да се усуква на масури като въже.
Породата се среща в различни цветове. Може да е изцяло черно, бежово, кафяво или бяло; двуцветно, където вторият цвят е бял; или разноцветно. Трицветните кучета са строго забранени от текущите (световни) стандарти за породата, както и комбинациите от черен и кафяв или някой нюанс на кафявия цвят.

#### Размер
Испанското водно куче е средноголяма порода. Ръст и тегло при:
- Мъжките

44-50 см
18-22 кг
- Женските

44-50 см
18-22 кг

## Темперамент
Породата е усърдна, лоялна, привързана към стопаните си и интелигентна. Поради вродените си качества на пазачи, кучетата от тази порода са бдителни и можете да им се разчита да предупредят стопаните за приближаващи хора или животни. Рядко проявяват агресия, за сметка на това обаче имат характерен силен лай. Те могат да бъдат предпазливи с непознати и ранната и продължителна социализация с различни хора и други животни е от съществено значение за добре приспособеното, социално куче. Добрата социализация в ранна възраст значително им помага да съжителстват с малки деца. 

## Обучение
Те процъфтяват в работата и играта.Техният атлетизъм и изключително трудолюбив характер ги карат да се справят отлично с всякакви задачи. Видно е, че става въпрос за интелигентно и схватливо животно, което се справя добре със задачите при обучението си. Ловкостта не е класически работен тест, в който могат да участват екземпляри от породата, а е по-скоро комбинация от умения и възможности, придобити от животното, благодарение на усилията на собственика. Сътрудничеството между човека и кучето при обучението и дресурата са решаващи. Нуждата от сътрудничество върви редом със задоволяване на необходимостта от постоянно движение, тъй като става въпрос за енергично и активно животно с независим характер, нуждаещ се от корекции.

## Здраве
Смята се, че продължителността на живота на породата е около 14 години. Скорошни здравни тестове разкриват следните проблеми:
- Тазобедрена дисплазия [10]
- Прогресивна атрофия на ретината (prcd-PRA)
- Хипотиреоидизъм
- Хипоадренокортицизъм (известен също като болест на Адисън)
- Екзокринна панкреатична недостатъчност
- Алергии
- Катаракта
- Вроден хипотиреоидизъм с гуша
- Дистихия
- Черешово око
- Невроаксонална дистрофия [11]

## Грижи

### Отглеждане
Основна особеност на грижите за испанското водно куче е, че те не се нуждаят от ресане, въпреки изобилната си козина. Самата им вълна се завърта, образувайки къдрици и дантели, разресването на които причинява дискомфорт на животното и разваля вида му. Веднъж в годината кучето се подстригва, за да се оформи космената му покривка. Подстригването е по желание на стопанина, но става задължително, ако животното придружава човека на лов. При излетите се събират много бодли и тръни по масурите и е добре те да се поддържат в състояние, в което максимално ще се намали възможността да се събират бодили.
Не се препоръчва и къпането на кучето. Това се прави само при остра нужда, а изсъхването трябва да става на открито. Породата е отличен плувец и веднага се спуска към всеки воден източник, но не бива да се забравя, че плуването в каквато и да е вода не се препоръчва, защото студената вода може да го разболее.
Ушите и очите на животното трябва да се проверяват и почистват редовно, защото са проблемни зони, където често се получават възпаления. Добре е кучето да бъде приучено от малко да му се мият зъбите.

### Хранене
Въпреки че някои собственици понякога се сблъскват с хранителни алергии с техните испански водни кучета, породата трябва да се справя добре с висококачествена храна за кучета, независимо дали е произведена в търговската мрежа или приготвена домашно с надзора и одобрението на вашия ветеринарен лекар. Всяка диета трябва да е подходяща за възрастта на кучето (кученце, зряло или възрастно). Собствениците трябва да вземат предвид нивото на активност на кучето, когато избират вида на храната и нивото на протеини, мазнини и т.н. Някои кучета са склонни към наднормено тегло, поради този факт консумацията на калории и нивото на теглото на кучето, трябва да се наблюдава много внимателно. Чистата, прясна вода трябва да е на разположение по всяко време. Породата също имат силна захапка и представителите ѝ обичат да дъвчат, затова се препоръчва от време на време да се дават кокали, например ашици. Това, освен че е приятно за кучето, е и начин то да подържа добра зъбна хигиена.

## История
В началото испанското водно куче е разделено на три популации в Испания с донякъде различни фенотипове и размери. Една от тези популации е открита в Северна Испания, в Астурия и Кантабрия ; тези кучета обикновено са били по-малки и с по-светъл цвят, превръщайки се в нова порода (Кантабрийско водно куче) на 22 март 2011 г. Другата група може да се намери в блатата на западна Андалусия; този тип кучета има палта от дълги и тънки подобни на шнурове косми. И накрая най-голямата група произхожда от южните андалуски сиери; този тип кучета са най-големите и най-силните, тъй като са били използвани главно за пастирство.
Тази древна порода кучета е възстановена през ХХ век. Това се е наложило, тъй като в самото начало е живяла предимно в селските райони на Испания в условия на изолация. Чак в средата на 70-те години на миналия век няколко кучета от породата са закупени от Андалусия. Понеже те притежавали характеристиките на първоначалните кучета от породата са избрани за развъдната програма. Само 5 години по-късно е създаден клуб на породата, а през 1999 година Международната киноложка федерация официално признава испанското водно куче за порода.
Това е напълно заслужено признание за споменаваните още през 1110 година животни, пристигнали неизвестно как на територията на Испания. Има версия, че са пренесени от маврите през VІІІ век, или от търговци от Турция, тъй като в Испания наричат тези кучета турски.
Селяните са ги използвали като помощници при пашата на животните си. Други са били обучени да помагат на рибарите, тъй като са отлични плувци, които умеят да се потапят дълбоко под водата, като е регистрирано плуване на куче от породата на 6 метра под водата.
По-късно тези типично работни животни били заменени на пасищата от немските овчарки и белгийски овчарки и постепенно преминали в домовете на хората като домашни питомци и компаньони, започнали да работят като полицейски кучета за откриване на различни вещества, както и в спасителни операции.